# シャーバーン郡 (ミネソタ州)
シャーバーン郡（英: Sherburne County）は、アメリカ合衆国ミネソタ州の中央部に位置する郡である。人口は9万7183人（2020年）。郡庁所在地はエルクリバーであり、同郡で人口最大の都市である。

## 地理
アメリカ合衆国国勢調査局に拠れば、郡域全面積は451.00平方マイル (1,168.1 km2)であり、このうち陸地436.30平方マイル (1,130.0 km2)、水域は14.70平方マイル (38.1 km2)で水域率は3.26％である。

### 主要高規格道路
| - アメリカ国道10号線 - アメリカ国道169号線 - ミネソタ州道24号線 | - ミネソタ州道25号線 - ミネソタ州道101号線 - ミネソタ州道301号線 |

### 隣接する郡
- ミルラクス郡 - 北
- アイサンティ郡 - 北東
- アノーカ郡 - 南東
- ライト郡 - 南西
- スターンズ郡 - 西
- ベントン郡 - 北西

### 国立保護地域
- シャーバーン国立野生生物保護区

## 人口動態

2000人口ピラミッド

以下は2000年国勢調査による人口統計データである。
| 基礎データ - 人口: 64,417人 - 世帯数: 21,581 世帯 - 家族数: 16,746 家族 - 人口密度: 57人/km2（148人/mi2） - 住居数: 22,827軒 - 住居密度: 20軒/km2（52軒/mi2） 人種別人口構成 - 白人: 96.73% - アフリカン・アメリカン: 0.85% - ネイティブ・アメリカン: 0.45% - アジア人: 0.58% - 太平洋諸島系: 0.02% - その他の人種: 0.43% - 混血: 0.95% - ヒスパニック・ラテン系: 1.10% 先祖による構成 - ドイツ系：40.1％ - ノルウェー系：13.6％ - スウェーデン系：7.5％ - アイルランド系：6.2％ 年齢別人口構成 - 18歳未満: 30.9% - 18-24歳: 9.6% - 25-44歳: 33.9% - 45-64歳: 18.4% - 65歳以上: 7.1% - 年齢の中央値: 31歳 - 性比（女性100人あたり男性の人口） - 総人口: 104.3 - 18歳以上: 103.2 | 世帯と家族（対世帯数） - 18歳未満の子供がいる: 44.9% - 結婚・同居している夫婦: 66.2% - 未婚・離婚・死別女性が世帯主: 7.5% - 非家族世帯: 22.4% - 単身世帯: 15.7% - 65歳以上の老人1人暮らし: 5.2% - 平均構成人数 - 世帯: 2.91人 - 家族: 3.27人 収入と家計 - 収入の中央値 - 世帯: 57,014米ドル - 家族: 61,790米ドル - 性別 - 男性: 41,601米ドル - 女性: 27,689米ドル - 人口1人あたり収入: 21,332米ドル - 貧困線以下 - 対人口: 4.4% - 対家族数: 2.3% - 18歳未満: 3.5% - 65歳以上: 10.1% |

## 都市と郡区
| 都市 | 郡区                                                                   | 郡区                                                         | 未編入の町                                                   |
| --- | ---------------------------------------------------------------------- | ------------------------------------------------------------ | ------------------------------------------------------------ |
| - エルクリバー - 郡庁所在地 - ベッカー - ビッグレイク - クリアレイク - プリンストン † - セントクラウド ‡ - ジンマーマン | - ボールドウィン - ベッカー - ビッグレイク - ブルーヒル - クリアレイク | - ヘイブン - リボニア - オーロック - パーマー - サンティアゴ | - ベイリー - ケイブル - オーロック - サライダ - サンティアゴ |

- † プリンストン市は主にミルラクス郡内だが、シャーバーン郡にも入っている
- ‡ セントクラウド市はスターンズ郡とベントン郡にあるが、その住人約6,000人はシャーバーン郡内に住んでいる